# Topsentia bubaroides
Topsentia bubaroides är en svampdjursart som först beskrevs av Claude Lévi 1983.  Topsentia bubaroides ingår i släktet Topsentia och familjen Halichondriidae.
Artens utbredningsområde är Nya Kaledonien. Inga underarter finns listade i Catalogue of Life.